# Croislla
Croisla dos Santos de Souza, más conocida como Croislla, (Lauro de Freitas, 29 de agosto de 2006) es una actriz, cantante y influenciadora digital transexual brasileña, conocida por encarnar el personaje de Tamara junto a Larissa Manoela en la película Meus 15 Anos. También ha participado de «Doce Encanto».

## Filmografía
| Año  | Película     | Personaje       | Notas               |
| ---- | ------------ | --------------- | ------------------- |
| 2017 | Meus 15 Anos | Tamara          | Cameo               |
| 2022 | Doce Encanto | Larissa Almeida | Personaje principal |